# Alfredo Pitto
Alfredo Pitto, född 26 maj 1906 i Livorno, död 16 oktober 1976 i Milano, var en italiensk fotbollsspelare.
Han blev olympisk bronsmedaljör i fotboll vid sommarspelen 1928 i Amsterdam.